# تپه غران
تپه غران مربوط به دوره اشکانیان است و در ۸ کیلومتری شمالغربی موسیان، جاده موسیان واقع شده و این اثر در تاریخ ۳ بهمن ۱۳۷۹ با شمارهٔ ثبت ۲۹۸۲ به‌عنوان یکی از آثار ملی ایران به ثبت رسیده است.